# Ocyllus pallens
Ocyllus pallens är en spindelart som beskrevs av Tamerlan Thorell 1895. Ocyllus pallens ingår i släktet Ocyllus och familjen krabbspindlar.
Artens utbredningsområde är Myanmar. Inga underarter finns listade i Catalogue of Life.